# Cuartel V
Cuartel V es una localidad de la Zona Oeste del Gran Buenos Aires. Pertenece al partido de Moreno, de la provincia de Buenos Aires, Argentina. Limita con las localidades de Francisco Álvarez, La Reja, Trujui, Moreno y con los partidos de Pilar y José C. Paz.

## Historia
Cuartel V es una localidad de reciente desarrollo urbano. El primer loteo barrial se produjo el 20 de septiembre de 1949. Su nombre se refiere a la antigua y aún vigente nomenclatura catastral, según la cual, cada Partido se encuentra dividido en cuarteles. Moreno está integrado por seis cuarteles, también denominados circunscripciones, que a su vez se dividen en secciones, quintas, fracciones, manzanas, parcelas. 
Cuando es creado el Partido de Moreno, este sólo estaba dividido en cuatro cuarteles, pero en octubre de 1889, al reducirse su extensión original para crearse el Partido de General Sarmiento (antiguo cuartel II de Moreno), se reestructura su división interna, dando origen a la circunscripciones o cuarteles V y VI. 
En aquellos tiempos se trataba de una gran extensión de tierras dedicadas principalmente a la ganadería. 
Los únicos dos caminos que surcaban los campos eran el viejo camino a San Fernando y el que unía Moreno con Pilar. La mayor parte de los habitantes del actual Cuartel V en la época de la creación del Partido de Moreno procedían del Partido de Pilar. De acuerdo con el plano del ejido levantado por Adolfo Sourdeaux en 1866, entre otros vecinos se encontraban: la familia Aguilar, los herederos de Martín Arnaes, Casco, Maldonado, Reyes, Rodríguez, y daban allí los fondos de las estancias de Malaver, Torrillas, Guerra y Coronel. 
El hacendado más importante fue Don Juan Francisco Aguilar, quien tuvo gran actuación local, ya que fue intendente de Moreno en dos oportunidades (1899-1900 y 1902-1903), concejal y Presidente del H.C.D, Consejero Escolar y miembro de la Comisión Administradora del Hospital Mariano y Luciano De la Vega.

## Características
Los barrios que integran Cuartel V, se conectan a la extensión de la ruta 24 y a la avenida Derqui. En su intersección se encuentra el conocido cruce Derqui, el cual puede considerarse como centro urbano principal, dada su concentración poblacional y su antigüedad, ya que el barrio Mayor del Pino fue el primero en surgir en la localidad, al iniciarse el remate de las tierras de Aguilar en 1949. 
La localidad de Cuartel V, se caracteriza por ser el territorio más periférico del municipio; atravesado por dos rutas provinciales, resulta ser un área de expansión de la ciudad con posibilidades de desarrollo de actividades productivas. Actualmente, concentra la mayor cantidad de suelo destinado a la radicación de industrias y toda el área rural del municipio, así como una reciente ampliación del área complementaria. Los barrios se han desarrollado como la continuidad del tejido urbano de José C. Paz, con el cual se vincula a través de la Ruta Provincial n.° RP24, y se encuentra desconectado del área central del municipio al que pertenece. 

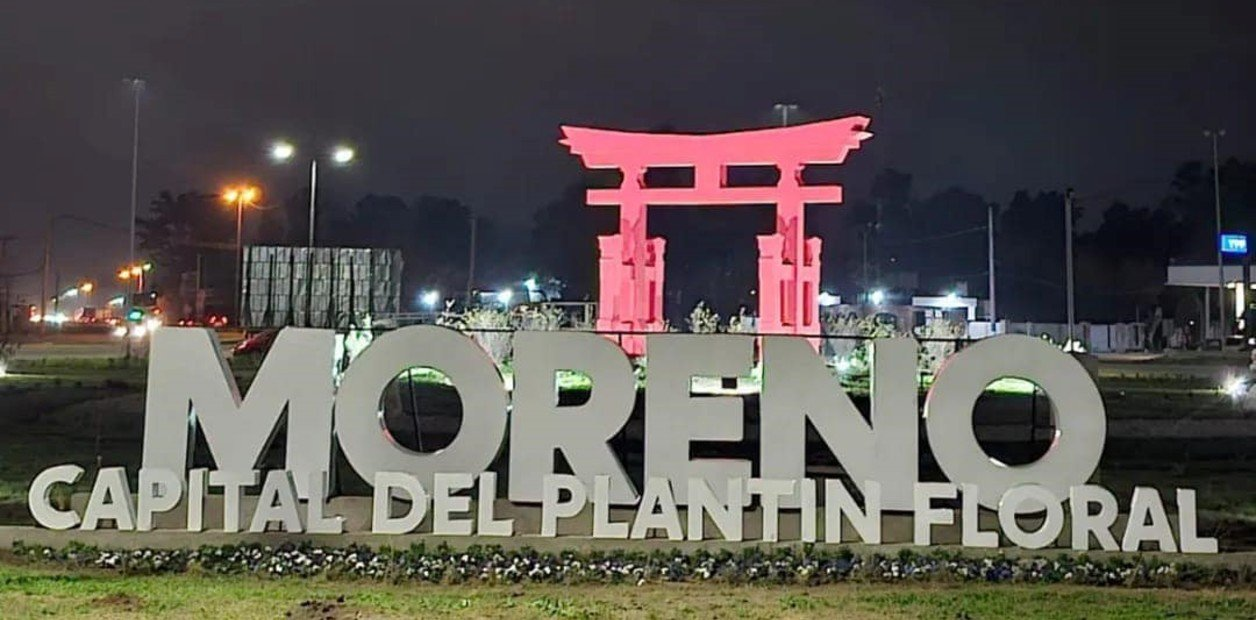
Rotonda Ingreso a Cuartel V RP25

Una Entidad muy antigua de Cuartel V, tuvo gran importancia. La Escuela Rural N.º 5 "Mariano Moreno" funcionaba ya en 1898, en un edificio que Aguilar facilitara para su instalación. Esta escuela había sido creada con anterioridad, el 20 de febrero de 1891, (nota D.G.E n.º 624 del expte. n.º 656), comenzado a funcionar en el centro de Moreno, en la casa de C. Masqueroni, recientemente demolida, sita en la entonces calle Tuyutí, (hoy Rivadavia), entre Independencia e Industria (hoy Dorrego). La primera Directora y único personal docente en los primeros años fue la Srta. Julia Carranza, de veinticinco años de edad, nombrada por nota n.º 348, expte n.º 353 del 5/2/1891, de la D.G.E. El presidente del Consejo Escolar comunica con fecha 15 de abril de 1891 a la D.G.E la apertura de la misma. En 1893, la Escuela contaba con un total de 36 alumnos, de ambos sexos, por partes iguales, que cursaban hasta el 3.º grado. 
Pero, luego de dos años, el 25 de marzo de 1893, el Consejo Escolar resuelve trasladar la Escuela al Cuartel V del Partido, y para ello es clausurada el día 15 de abril. El 6 de septiembre de 1898, es nombrada como Directora la Sra. Graciana Belza de Perichón, quien se desempeñó en el cargo por más de veinte años. 
Al cumplir la escuela los cien años de vida, la comunidad se reunió para realizar una gran fiesta, asistiendo un grupo de exalumnos, y entre ellos el Sr. Davobe, quien fue alumno de la citada Directora.
El territorio de Cuartel V es surcado por múltiples arroyos, entre los que se destacan Catonas, Arias , Stefani, Cuartel V y El arroyo Pinazo que sirve de límite con el municipio de Del Pilar.
La localidad posee un cementerio pero de carácter privado ubicado sobre la RP 24 cercano a su intersección con la RP 25. Es el único de este carácter en la zona .

## Barrios

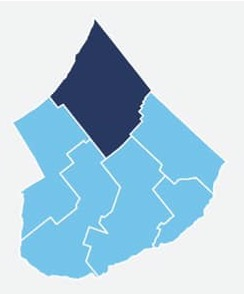
Cuartel V

{{lista de columnas|5|* José C. Paz
- Don Máximo
- Anderson
- 8 de Diciembre
- Namuncura
- Alem
- El Milenio
- Don Sancho
- San Norberto
- Mayor del Pino
- San Alberto
- Irigoin
- El vergel
- Parque del Oeste
- 3 de Diciembre
- Ayelen
- Tierras del Morenito
- San Francisco
- 6 de Enero
- Los Cedros
- 18 de Julio
- San Cayetano
- Los Hornos
- 5 de Enero
- 23 de diciembre
- La Union
- 1 de Marzo
- 2 de Agosto
- El Progreso
- 3 de Febrero
- 6 Manzanas

## Transporte

##### Colectivos
Por la localidad de Cuartel V circulan varias líneas de colectivos que comunican los diversos barrios de la localidad y a la localidad con otras ciudades.
- Línea 365: Pte. Derqui - Cuartel V - José C. Paz - Saavedra
- El comernar: cuarte V -moreno
- Línea 501 : Cuartel V - Moreno
- Línea 311: Cuartel V - Trujui - Moreno
- Línea 440 : Cuartel V - José C. Paz - San Miguel
- Línea 315: Cuartel V - José C. Paz - San Miguel - Tigre
- Línea 350 : Pilar - Cuartel V - Moreno
- Línea 749 : San Atilio - Cuartel V - José C. Paz
- Línea 391: San Atilio - Cuartel V - José C. Paz - El Talar

Las conexiones de transporte solo se pueden realizar por colectivo, ya que las estaciones de tren más cercanas se encuentran a varios kilómetros de la localidad. Moreno (FCDFS) se encuentra a 13 km., Pte. Derqui (FCGSM) 5 km. y José C. Paz (FCGSM) 7 km. respectivamente.

## Aeropuerto Mariano Moreno - VII Base Aérea
El Aeropuerto Mariano Moreno empezó en el territorio de Cuartel V en el año 1955 como Base Oficial de Aviación Civil (BOAC), luego de 1975 - 1988 se desarrolló la VIII Brigada Aérea. Y desde 1988 hasta la actualidad tiene base en el aeropuerto la VII BAse Aérea. Tiene cerca de 365 hectáreas. Su entrada es por la Av Derqui. 
En el último mandato de Mariano West como intendente (2011- 2015) se proyecto un destino de “Aeropuerto Internacional de carga” para hacer un centro logístico. Para implementarlo se requerían obras públicas adicionales, por ejemplo: desarrollar un acceso que fue denominado, en primera instancia “Ruta provincial 23bis”, es decir una ruta que sale de Acceso Oeste, a la altura de la curva de la Ruta Provincial 25, y cruza en forma directa hasta el extremo de la Base (unos 4,5 km). El proyecto de ejecución recayó en el despacho del por entonces ministro Julio De Vido. 
Un dato de relevancia es que el 80% del recorrido de esa ruta pasa por un predio que pertenece a la Universidad de Morón. Obtener la tierra necesaria no le causaría ninguna erogación al Municipio de Moreno, porque tendrían que ceder las calles laterales ante cualquier proyecto de desarrollo. Se trata de un predio de más de 200 hectáreas. Esta obra provocaría una revalorización de toda las propiedades linderas. 
Existió otro tema importante, según Mariano West, autor del proyecto pensado como estrategia para el desarrollo del distrito : “Para poner en marcha el polo logístico es necesario mejorar totalmente la calle que sirve de límite entre los partidos de Moreno y José. C. Paz, que une la rotonda de la Ruta 24 de Cuartel V con Trujui“. Dada la magnitud de la obra, el ex intendente agregó “en el proyecto nuestro la participación del Estado era muy importante, el Municipio participaba aportando tierras (que eran las que les estábamos cobrando por la deuda a Cabaña Santa Brígida), después de eso se tenía que licitar una vez que el Estado lo aprobara, para ver qué empresa era la que más ofrecía administrarlo, o también podría desarrollarse por una iniciativa privada en el caso de que una empresa ofreciera mayor cantidad de inversiones y los cánones correspondientes a la Fuerza aérea y el Municipio“.
Por último, la Fuerza Aérea estaba de acuerdo y, seguramente, hay documentación en ese instituto sobre este tema, pero se trabajaba en la aprobación de la ANAC, por la oposición que le daba a esto Aeropuertos 2000, que no estaba de acuerdo con la creación de nuevos aeropuertos comerciales.

## Parques Industriales
En el área de Cuartel V , se concentra la mayor cantidad de suelo destinado a la radicación de industrias del municipio. Esto se da por las amplias conexiones que tiene la localidad mediante diferentes rutas provinciales y  por la disponibilidad de suelo rural para convertirse en grandes predios industriales. 
El Municipio de Moreno, desde el año 2013 creó la marca Parques Industriales Moreno (PIM). A partir de este fomento de los parques industriales en Cuartel V, desde el municipio, se dispuso la creación de un fideicomiso público-privado, donde a través de tierra pública ubicada sobre la RP24, se generaron dos parques industriales. Donde se equiparon con accesos e infraestructura y se lotearon a diversas empresas.

## Parroquias de la Iglesia católica en Cuartel V
| Diócesis  | Merlo-Moreno              |
| --------- | ------------------------- |
| Parroquia | Sagrado Corazón           |
| Parroquia | San Cayetano              |
| Parroquia | Santa Brígida             |
| Parroquia | Nuestra Señora de Lourdes |
| Parroquia | Nuestra Señora de Caacupe |